# Индига
И́ндига — река в Ненецком автономном округе.
Истоки Индиги находятся в болотах предгорий Тиманского кряжа, устье — Индигская губа Баренцева моря. Длина реки — 193 км, площадь бассейна 3790 км². Крупнейший приток — река Белая.
Течение реки проходит через Малоземельскую тундру, в верховьях с порогами и перекатами, в нижнем течении Индига протекает с малой скоростью по широкой заболоченной пойме со многими озёрами. В русле реки многометровые слои песчаников, торфа и горных пород.
Питание реки преимущественно снеговое, ледостав с конца октября до мая. Устье реки практически не замерзает, поэтому там планируется строительство порта.
Судоходство мало развито и лишь в низовьях, во время прилива возможно до 25 км.
В устье реки расположен посёлок Индига с населением около 700 человек. Вверх по течению, на расстоянии 15 км расположен посёлок Выучейский. Оба посёлка входят в МО «Тиманский сельсовет».

## Притоки
- 2 км: Вырей
- 10 км: Малая Щелиха
- 14 км: Большая Щелиха
- 17 км: Иевка
- 41 км: Богатая
- 50 км: Большая Мутная
- 59 км: Хариусовая Виска (Харьюсова Виска)
- 68 км: Гусинец
- 80 км: Сорванская Виска (Сарванская Виска)
- 98 км: Белая
- 103 км: Индигская Виска
- 113 км: Большая Светлая
- 117 км: Могутейская Виска (Могучейская Виска)
- 130 км: Малая Светлая
- 150 км: без названия
- 160 км: Щучья Виска
- 166 км: Соловьиный
- 174 км: без названия